# Ernst Brun Jr.
Ernst Brun Jr. (4 dicembre 1990) è un ex giocatore di football americano statunitense che ha giocato come tight end.

## Palmarès
- 1 Mondiale (2015)